# 青木エミ
青木 エミ（あおき エミ、1949年5月24日 - ）は、日本の元モデル、実業家、エッセイスト、ケーキ職人。現在は「井上エミ」「井上笑子」を名乗る。

## 来歴・人物
アイルランド系米国人の父と日本人の母の間のひとり娘として、米国で生まれた。3歳で母と東京に。
中学3年生のとき、写真家・秋山庄太郎に水道橋でスカウトされ、「週刊文春」の表紙モデルでデビュー。化粧品メーカーや雑誌のモデルとして活躍し、スパイダースのメンバー井上順と20歳で結婚。33歳で離婚後は「アルファキュービック」(ISBN 9784838723614)でカフェやケーキ店に携わり、退職後に45歳で写真集『FOREVER』 ( ISBN 4894240505 ) を出版する。現在は執筆や講演のほか、洋菓子店「西麻布ラ・ターブル」に携わり、前夫の井上順とも親しくしている。